# Кирзавод (Новосибирская область)
Кирзаво́д — посёлок в Чановском районе Новосибирской области. Входит в состав Озеро-Карачинского сельсовета.

## География
Площадь посёлка — 60 гектаров.

## Население
| 2002 | 2007 | 2010 | 2011 | 2012 | 2013 | 2014 |
| ---- | ---- | ---- | ---- | ---- | ---- | ---- |
| 171  | ↗174 | ↗175 | ↗177 | ↘165 | ↗177 | ↗183 |
| 2015 |      |      |      |      |      |      |
| ↘182 |      |      |      |      |      |      |

## Инфраструктура
В посёлке по данным на 2007 год отсутствует социальная инфраструктура.